# It's a Wrap (canción de Mariah Carey)
«It's a Wrap» es una canción grabada por la cantante y compositora estadounidense Mariah Carey para su duodécimo álbum de estudio Memoirs of an Imperfect Angel (2009). Es una canción de ruptura de R&B con inflexión de doo wop con instrumentación mínima y presenta letras sobre el despido de un amante. La pista muestra «I Belong to You» de Love Unlimited, cuyo escritor Barry White aparece acreditado en «It's a Wrap» junto con Carey. Lo produjo con Heatmyzer y sus colaboradores anteriores Christopher «Tricky» Stewart y James «Big Jim» Wright. Un remix incluye voces adicionales de la cantante estadounidense Mary J. Blige.
Los críticos musicales no estuvieron de acuerdo sobre si clasificar «It's a Wrap» entre los mejores de la discografía de Carey o clasificarlo como un esfuerzo mediocre. Carey interpretó la canción en el programa de televisión Lopez Tonight en 2009. Lo repitió durante la gira Angels Advocate en 2010 y recibió críticas positivas que resaltaron su voz y energía. A principios de 2023, «It's a Wrap» se volvió viral debido a un desafío de baile en TikTok y fue lanzado como sencillo el 10 de febrero de ese año como parte de una obra extendida digital. Alcanzó el puesto 24 en Hot R&B Songs de EE. UU. y entró en las listas del Reino Unido, Nueva Zelanda y Corea del Sur.

## Antecedentes y lanzamiento
A comienzos de 2009, Carey comenzó a trabajar en el álbum Memoirs of an Imperfect Angel con el productor de «Touch My Body» Christopher «Tricky» Stewart y el productor de «Fly Like a Bird» James «Big Jim» Wright. A pesar de su matrimonio, Carey imaginó un tema de empoderamiento de la mujer con canciones sobre no necesitar a los hombres en la vida. Un día, en el estudio de su casa, Carey entró tarareando una melodía mientras Cannon jugaba con acordes y samples. Su sugerencia de que conceptualicen «si llego a casa muy tarde y me echas de la casa» formó la base de la canción «It's a Wrap». Aparece como el octavo track del álbum entre otros dos de temática similar, «Standing O» y «Up Out My Face».

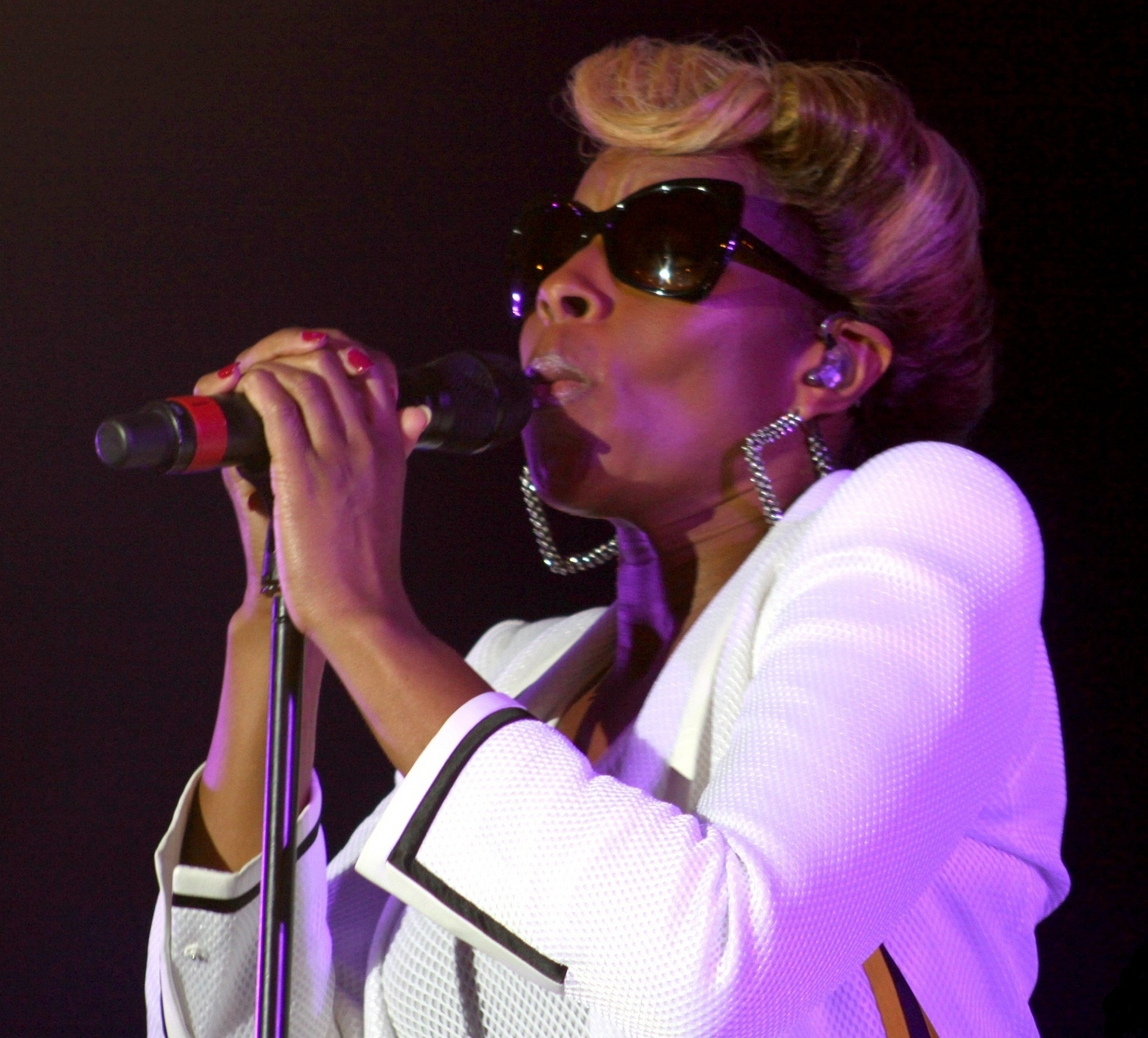
Mary J. Blige aparece en el remix de la canción.

Carey es la única artista de Memoirs of an Imperfect Angel, que Island lanzó el 28 de septiembre de 2009. A comienzos de En 2010, anunció que un proyecto de seguimiento, Angels Advocate, incluiría remezclas de pistas del álbum a dúo. La cantante estadounidense Mary J. Blige, a quien Carey había admirado durante mucho tiempo, aparece como artista en el remix de «It's a Wrap». Universal Music Group canceló Angels Advocate por razones desconocidas y el remix se incluyó como pista extra en la edición de lujo del decimocuarto álbum de estudio de Carey, Yo. Soy Mariah...La Artista Elusiva (2014). Posteriormente, la canción debutó en el número 100 en la lista digital internacional internacional de Corea del Sur de Gaon, que clasifica las pistas con mejor desempeño de artistas internacionales según la transmisión, las descargas y las ventas de música de fondo.

### Resurgimiento en 2023
A comienzos de En 2023, una edición acelerada de «It's a Wrap» se hizo popular en las redes sociales con un desafío de baile viral. Carey publicó un vídeo en TikTok sincronizando los labios con la versión y animó a sus fans a seguirlo. El clip recibió 10 millones de visitas y su audio fue utilizado por otras 650.000 personas. Después de que las transmisiones de la canción en EE. UU. aumentaron un 1000 por ciento en un mes, Def Jam Recordings publicó una reproducción extendida digital de cuatro pistas que contiene la versión del álbum, la remezcla, la versión acelerada y una edición abreviada el 10 de febrero. 2023. Carey continuó promocionando la canción con videos de baile adicionales en TikTok con sus hijos y Kim Kardashian, que en conjunto recibieron más de 35 millones de visitas. El lanzamiento del EP en vinilo de 12 pulgadas está previsto para el 1 de diciembre de 2023.
Junto con «Die for You» de The Weeknd y «Bloody Mary» de Lady Gaga, «It's a Wrap» fue una de varias canciones que aparecieron en las listas musicales a principios 2023 por versiones virales aceleradas. Después de recibir 2.500 descargas, debutó en el número 22 en la lista de ventas de canciones digitales de R&B/Hip-Hop de EE. UU. del 25 de febrero de 2023. «It's a Wrap» ingresado en el número 24 en Hot R&B Songs la semana siguiente, con la ayuda de 3,6 millones de reproducciones según los cálculos de Luminate. El 6 de marzo, 2023, la versión acelerada alcanzó el número 36 en la lista Hot Singles de Nueva Zelanda, que mide «las 40 pistas de más rápido movimiento por ventas, transmisiones y reproducción al aire».

## Composición y letra
Musicalmente, «It's a Wrap» es una canción de R&B con inflexiones de doo wop. Contiene elementos de «I Belong to You» (1974) del trío vocal femenino Love Unlimited y muestra la interpretación de Love Unlimited Orchestra. El compositor y letrista Barry White está acreditado como escritor de «It's a Wrap» junto con Carey. Produjo la canción con Heatmyzer, Stewart y Wright. Integran escasamente la instrumentación en el arreglo. Stewart, Wright, Leon Bisquera y Monte Neuble tocan los teclados y Hammond B3, Alex Al toca el bajo y Ronnie Gutiérrez proporciona la percusión.
Brian Garten y Brian «B-Luv» Thomas grabaron «It's a Wrap» en Honeywest Studies en la ciudad de Nueva York y The Boom Boom Room en Burbank, California. Jaycen-Joshua Fowler y Dave Pensado lo mezclaron en Larrabee Studios en Universal City, California, después de lo cual Brian Gardner dirigió la masterización en Bernie Grundman Mastering, con sede en Los Ángeles. Luis Navarro ayudó durante el proceso de grabación y Giancarlo Lina ayudó en la mezcla. La versión del álbum de «It's a Wrap» dura tres minutos y cincuenta y nueve segundos y una versión editada es aproximadamente un minuto más corta.
«It's a Wrap» es una canción de ruptura que incorpora dos estrofas, un pre-estribillo, estribillo y puente. Su letra trata sobre una Carey con resaca que despide decisivamente a un amante de su vida. Después de comenzar la canción con un gemido, canta con voz abierta en un tono agudo. Carey describe tanto sus pensamientos internos («Me sentí tan complaciente, pero aprendí la lección») como sus sentimientos externos («Debería romperte justo en la frente»). Ella amenaza con llamar a Maury Povich y declara sobre la relación: «Cuando se acabe, se acabará».
La canción recibió un análisis crítico. El crítico del Chicago Tribune Greg Kot y Mesfin Fekadu de Associated Press describieron la voz de Carey como llena de determinación y actitud, respectivamente. Escribiendo en Between the Lines, Chris Azzopardi denominó «It's a Wrap» como un "himno de chicas feroces" y Sarah Rodman del Boston Globe calificó como un «despedida descarada». Jon Caramanica de The New York Times y Michael Cragg de MusicOMH comentaron que la canción recuerda el aura de un grupo de chicas. T'Cha Dunlevy de The Gazette sintió que la grabación tenía una sensación de swing y Clover Hope de The Village Voice la describió como retro.
En el remix, Blige agrega una introducción que obliga a Carey a abandonar la relación: «¿Por qué no dejas libre a este tipo? Dile que es un final porque eres mejor que eso. Y tú, Mariah Carey. ¿Recuerdas?». El escritor de News.com.au, Cameron Adams, lo consideró una «actualización de celebridades de 2014» de «I've Never Been to Me» (1977) de Charlene y pensó que la nueva letra se parecía al diálogo de la película Glitter de Carey de 2001. En un artículo para BET, Dominique Zonyeé consideró que el remix evoca «un ambiente de club exclusivo para mujeres».

## Recepción de la crítica
Los críticos musicales juzgaron «It's a Wrap» frente a otras canciones del catálogo de Carey. Mesfin Fekadu de Associated Press lo consideró un clásico comparable a «Always Be My Baby», «Vision of Love» y «We Belong Together». Por el contrario, Cragg sintió que carecía de la naturaleza indiferente de «Fantasy» o «Honey». Adams se burló de la letra como una de las peores en la carrera de Carey. Al escribir para Billboard en 2017, Everett Brothers la consideró «la canción más refrescante y creativa que [ella] ha escrito e interpretado en los últimos tiempos». La revista colocó el remix en el número 22 en su lista de 2020 de las 100 mejores canciones de Carey.
La composición de la canción y la interpretación vocal de Carey fueron temas de comentario. Para Kim Taylor Bennett de Time Out, «It's a Wrap» suena «elegante y sofisticado pero insulso». Dunlevy percibió la producción pasada de moda y Hope la elogió como nostálgica. Kot pensó que la producción aumentó la entrega vocal de Carey. Según Fekadu, esta última «es tan sensual y dulce que incluso el objetivo de la canción permanecerá bajo su hechizo».
El remix recibió críticas sobre la dinámica entre Blige y Carey. Devone Jones de PopMatters dijo que es un éxito porque, en lugar de superarse mutuamente, la pareja tiene un encanto complementario. Zonyeé consideró que el dúo era superior al original. Rania Aniftos de Billboard consideró que el remix era imponente; Los hermanos creían que el retraso en la publicación obstaculizaba su eficacia.

## Espectáculos en vivo
Carey interpretó «It's a Wrap» en televisión y de gira. El 17 de diciembre En 2009, la cantó durante un episodio del programa de entrevistas nocturno estadounidense Lopez Tonight. Carey repitió la canción para la gira Angels Advocate Tour 2009-2010 en una rutina coreografiada con un bailarín de respaldo actuando como el hombre al que despide. Sus actuaciones obtuvieron comentarios positivos de los críticos de los periódicos estadounidenses, quienes la consideraron una exhibición vocal exitosa. Azzopardi sintió que «It's a Wrap» sonaba mejor en el escenario y Chris Richards de The Washington Post pensó que la versión en vivo adquirió un brío comparable a «Honey» y «Heartbreaker». Rodman comentó que Carey «profundizó vertiginosamente» en la actuación y Scott Cronick de The Press of Atlantic City la describió como un momento destacado. En 2023, Carey cantó «It's a Wrap» durante una actuación principal en Los Angeles Pride.

## Lista de sencillos

### EP de 2023
1. «It's a Wrap» – 3:59
2. «It's a Wrap (Sped Up)» – 2:44
3. «It's a Wrap (con Mary J. Blige)» – 4:04
4. «It's a Wrap (Edit)» – 3:01

## Créditos y personal
Créditos adaptados de las notas de Memoirs of an Imperfect Angel a menos que se indique lo contrario.

### Grabación
- Grabado en The Boom Boom Room (Burbank, California) y Honeywest Studios (Nueva York)
- Mezclado en Larrabee Studios (Universal City, California)
- Masterizado en Bernie Grundman Mastering (Los Ángeles)

### Personal
- Compositores – Mariah Carey y Barry White
- Producción – Carey, Heatmyzer, Christopher "Tricky" Stewart y James "Big Jim" Wright
- Grabación – Brian Garten y Brian "B-Luv" Thomas
- Asistente de grabación – Luis Navarro
- Teclas y Hammond B3 – Wright, Stewart, León Bisquera y Monte Neuble
- Bajo – Alex Al
- Percusión – Ronnie Gutiérrez
- Mezclando – Jaycen-Joshua Fowler y Dave Pensado
- Mezcla (acelerada, versiones de edición) – Fowler, Pensado y Garten[72]
- Asistente de mezcla – Giancarlo Lino
- Masterización – Brian Gardner

## Gráficos
| Listas (2023)                            | Mejor posición |
| ---------------------------------------- | -------------- |
| UK Physical Singles (OCC)                | 24             |
| US Hot R&B Songs (Billboard)             | 24             |
| US R&B/Hip-Hop Digital Songs (Billboard) | 22             |

| Lista (2023)                   | Mejor posición |
| ------------------------------ | -------------- |
| New Zealand Hot Singles (RMNZ) | 36             |

| Lista (2014)                               | Mejor posición |
| ------------------------------------------ | -------------- |
| South Korea International Digital (Circle) | 100            |

## Historial de lanzamientos
| Región         | Fecha                  | Formato                    | Discográfica | Ref.   |
| -------------- | ---------------------- | -------------------------- | ------------ | ------ |
| Varios         | 10 de febrero de 2023  | Descarga digital streaming | Def Jam      | [ 77 ] |
| Estados Unidos | 1 de diciembre de 2023 | Doce pulgadas              | Def Jam      | [ 78 ] |